# Clinocentrus vestigator
Clinocentrus vestigator är en stekelart som först beskrevs av Alexander Henry Haliday 1836.  Clinocentrus vestigator ingår i släktet Clinocentrus och familjen bracksteklar. Inga underarter finns listade i Catalogue of Life.